# Матросская тишина (группа)
«Матросская тишина» — советская и российская рок-группа.

## История
Совместный проект ростовского музыканта Германа Дижечко и московской арт-роковой группы «Аномалия», который возник в июне 1988 года. В первый состав вошли: Герман Дижечко (вокал), Владимир Гелайко (бас), Виктор Лукьянов (гитара), Валерий Першин (барабаны), Борис Шклянко (клавишные).
Известность «Матросская Тишина» получила в 1989 году, когда группа приняла участие в фестивалях Московской рок-лаборатории «Панк-вечера для юношества» и «Next Stop», а также выступила в одном концерте с «Sonic Youth».
Группа мгновенно стала легендой панк-рока в СССР и одним из лучших постпанк коллективов.
В 1989 году, вместе с активной концертной деятельностью начались перемены: первым ушёл Владимир Гелайко, сменив рок на бизнес, а бас взял в руки Василий Фадеев.
В 1990-м Борис Шклянко уехал в Данию, Валерий Першин занялся ремонтом автомобилей, а Василий Фадеев ушёл в группу «Кепка». В результате в группе полностью сменилась ритм-секция: в группу пришли Владислав Лозинский (ударные) и Валерий Примеров (бас). Группа много экспериментирует со звуком, много гастролирует по городам России, Украины и Белоруссии.
С 1995 года группа играла в следующем составе: Герман Дижечко (вокал), Виктор Лукьянов (гитара), Саша Рогачев (бас, экс-«Авалон»), Стас Корнеев (барабаны, экс-«Девушка и Танк»).
Группа распалась в 1998 году после гибели Саши Рогачёва. Спустя время Герман организует новый проект BioМать. Надежда на восстановление группы погасла после гибели Германа Дижечко.

## Состав
- † Герман Дижечко — вокал, текст, музыка
- † Виктор Лукьянов — гитара
- Владимир Гелайко — бас-гитара
- Валерий Першин — барабаны
- Борис Шклянко — клавишные
- Валерий Примеров — бас-гитара
- Владислав Лозинский — ударные
- † Саша Рогачев — бас-гитара
- Стас Корнеев — ударные

## Дискография
- 1988 — «Матросская Тишина»
- 1988 — «Тора! Тора! Осс!»
- 1989 — «17 кораблей»
- 1990 — «Розетки сделаны для вилок»
- 1990 — «Солдатская темнота»
- 1991 — «Писающие мальчики» (ЕР, ставший в дальнейшем основой для альбома «VIP»[2])
- 1991 — «Greats» (LP «Russian Disc»)
- 1992 — «VIP» (вышел на CD фирмы «AirFish» в 1994 году)
- 1994 — «The Sailorsilence album» (второе название — «Великая свобода передвижений в любом направлении»[2])
- 1995 — «Камерная музыка»
- 1996 — «Пестициды во дворе»
- 1997 — «Стерео спасёт мир» (сольный альбом Г. Дижечко)